# Noc Tarasa

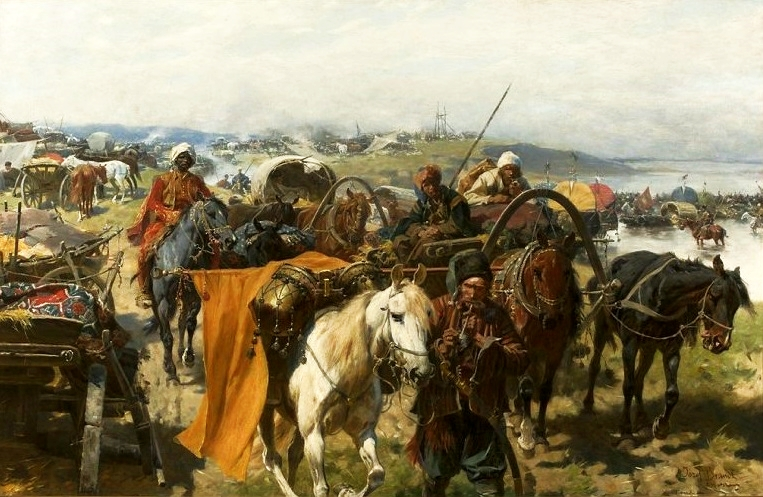
Obóz Zaporożców, obraz Józefa Brandta

Noc Tarasa, Tarasowa noc (oryg. ukr. Тарасова ніч) – wiersz Tarasa Szewczenki z 1839. Jeden z wczesnych utworów poety o tematyce kozackiej, opublikowany po raz pierwszy w tomie Kobziarz w 1840.

## Okoliczności powstania utworu
Szewczenko od młodości interesował się historią Kozaczyzny i był zafascynowany mitem wolnych, równych sobie i wspólnie walczących o wolność Zaporożców. Wiele opowieści o Kozakach znał jeszcze z zasłyszanych w dzieciństwie utworów ludowych, w których legendy o Kozakach, ich walkach i czynach stanowiły jeden z najczęstszych tematów. Swoją wiedzę poeta uzupełniał, czytając dostępne mu publikacje poruszające tę problematykę (Historię państwa rosyjskiego Karamzina, Historię Małej Rosji Bantysza-Kamieńskiego). Jego przyjacielem był historyk Mikołaj Markiewicz, co umożliwiło poecie zapoznawanie się z fragmentami jego pracy Historia Małorosji jeszcze w trakcie jej redagowania. Szewczenko czytał również utwory romantyków polskich i rosyjskich, w których odnajdywał nierzadko nawiązania do epizodów z historii Ukrainy.
Bezpośrednią inspiracją dla napisania Nocy Tarasa była odnaleziona w jednym z opracowań informacja o zwycięstwie odniesionym przez wojska atamana Tarasa Fedorowicza nad armią hetmana Stanisława Koniecpolskiego w czasie powstania Fedorowicza. Wydarzenie to przeszło do historii i legendy jako „Noc Tarasa”.

## Treść
Wiersz rozpoczyna obraz kobziarza śpiewającego młodym chłopcom i dziewczętom pieśń o Kozakach. Kobziarz skarży się na zły los Ukrainy, kolejne nieszczęścia spotykające jej mieszkańców. Za winnych ucisku Ukraińców uznaje „Lachów”, siłowo nawracających mieszkańców ziem ukraińskich na unię brzeską i czyniących z wolnych Kozaków przywiązanych do ziemi chłopów. Wspomina kolejne powstania kozackie, dochodząc do wystąpienia Tarasa Triasyły (wł. Fedorowicza).
Kozacy pod wodzą Triasyły toczyli walki z oddziałami dowodzonymi przez hetmana Koniecpolskiego, początkowo odnosząc same klęski. Wreszcie pewnej nocy Kozacy zmienili taktykę. W nocy otoczyli obóz polski i dokonali rzezi jego obrońców. Ciała Polaków pozostawili na pobojowisku, gdzie były jedzone przez dzikie zwierzęta, w czasie gdy Kozacy dziękowali Bogu za zwycięstwo. Po zakończeniu pieśni kobziarz oddala się, słuchający go młodzi ludzie płaczą ze wzruszenia.

## Cechy utworu
Noc Tarasa, podobnie jak napisane w tym samym okresie utwory o tematyce kozackiej, w luźny sposób nawiązuje do historii, rozwijając mało znane czy wręcz legendarne zdarzenie w duchu romantycznym. Szewczenko idealizuje Kozaków i ich walkę, demonizując równocześnie ich przeciwników. W utworze wrogiem Polaków jest nie tylko Kozaczyzna, ale i cała ukraińska przyroda - nawet rzeka przepływająca w pobliżu pola bitwy wzywa zwierzęta, by zjadły ciała zabitych „Lachów”. Romantyczny opis natury, chociaż mniej rozbudowany niż w balladach Urzeczonej czy Topielicy, współtworzy mroczną, tajemniczą atmosferę utworu.
Dzieło stanowi również hołd wobec wędrownych kobziarzy jako depozytariuszy tradycji narodowej. Utwór zawiera obraz wędrownego kobziarza, dzięki któremu młode pokolenie Ukraińców może poznać swoją przeszłość i zainspirować się w ten sposób do podjęcia walki narodowowyzwoleńczej. W ten sposób uzupełnia przesłanie dzieł poświęconych roli artysty (Dumy moje, Dumy moje, Perebendia) zawartych w tomie Kobziarz.